# Meng Tian
Meng Tian (? - 210 v.Chr.) was een Chinese generaal ten tijde van de Qin-dynastie. Hij werd aangesteld door keizer Qin Shi Huang die hem onder andere belastte met de aanleg van een weg vanaf de Qin-hoofdstad Xiangyang door Yunyang en Shangjun (in de huidige provincie Shaanxi) tot Jiuyuan (in de huidige provincie Binnen-Mongolië). Na de dood van keizer Qin Shi Huang tijdens een inspectiereis vervalste Zhao Gao en Li Si (twee tegenstanders van Meng Tian) een keizerlijk document dat Meng Tian en de kroonprins Fu Su tot zelfmoord beval. Meng Tian voldeed aan dit bevel.  